# Erigone Corona
Erigone Corona est une corona, formation géologique en forme de couronne, située sur la planète Vénus par -34,5° S et 284° E. Elle est localisée dans le quadrangle de Themis Regio. Elle a été nommée en référence à Erigone, déesse grecque de la moisson. 

## Géographie et géologie
Erigone Corona couvre une surface circulaire d'environ 325 km de diamètre. 